# Птіт-Мюстік
Птіт-Мюстік (англ. Petite Mustique) — острів у складі архіпелагу Ґренадини, розташований в південній частині Навітряних островів, Карибського моря. Острів входить до складу держави Сент-Вінсент і Гренадини на правах залежної території. Площа острова — 0.40 км². Острів знаходиться у приватній власності.